# Toni Lang
Toni Lang (ur. 22 kwietnia 1982 r.) – niemiecki biathlonista. Zadebiutował w biathlonie w sezonie 2007/2008 w rozgrywkach Pucharu Europy. Występował na Mistrzostwach Europy w 2008, gdzie w sprincie zajął 10. miejsce a w biegu pościgowym 12. W Pucharze Świata zadebiutował w sezonie 2008/2009. Jego najlepszy dotychczasowy wynik w Pucharze Świata to 14. miejsce w biegu indywidualnym na zawodach w Hochfilzen. Po sezonie 2010/2011 ogłosił zakończenie biathlonowej kariery.

## Puchar Świata

### Miejsca w klasyfikacji generalnej
| Sezon     | Miejsce |
| --------- | ------- |
| 2008/2009 | 65.     |
| 2010/2011 | 85.     |